# Koreaceratops
Koreaceratops is een geslacht van plantenetende ornithischische dinosauriërs, behorend tot de groep van de Ceratopia, dat tijdens het vroege Krijt leefde in het gebied van het huidige Korea. De typesoort is Koreaceratops hwaseongensis.

## Vondst en naamgeving

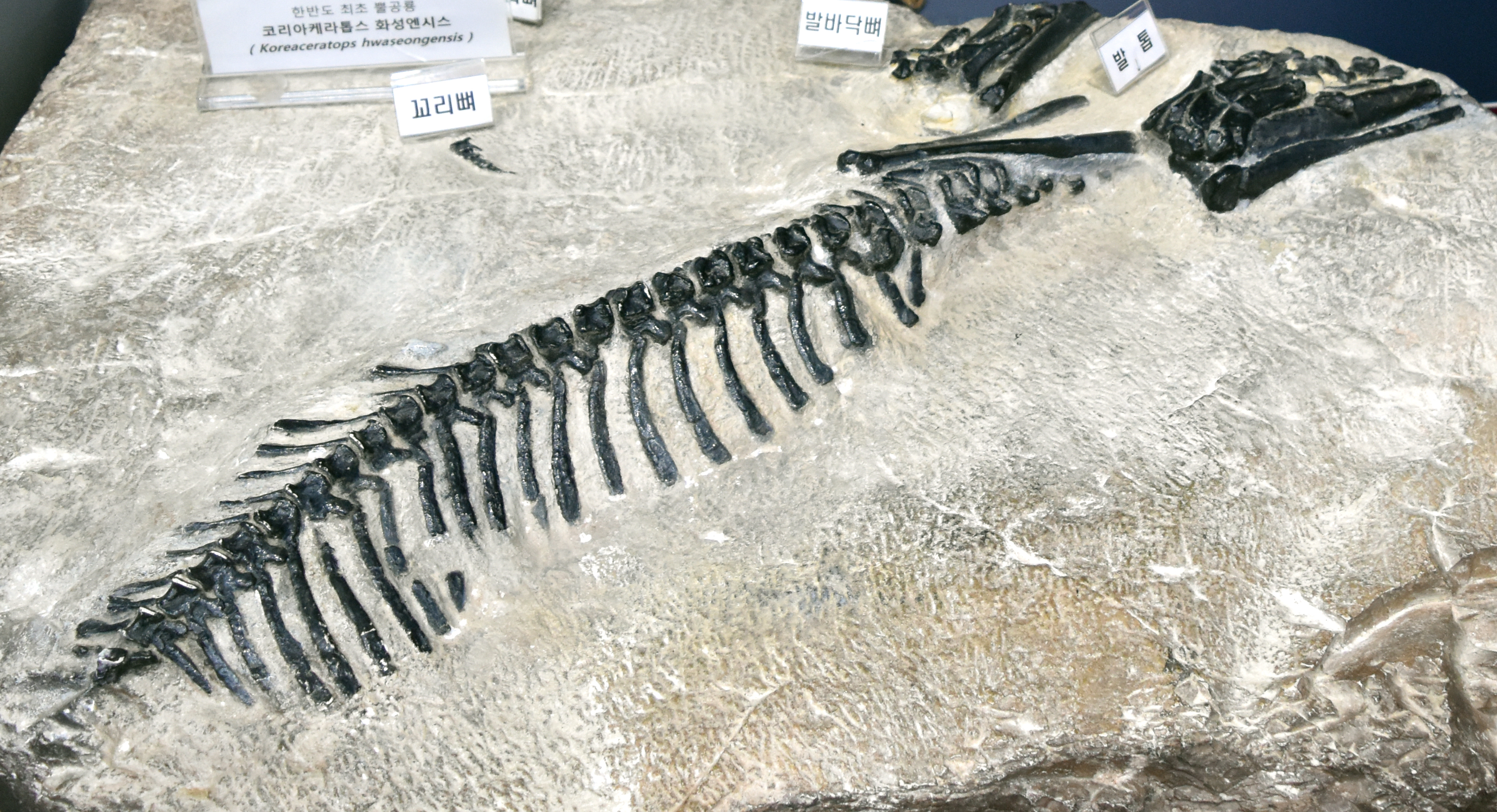
Het holotype

In 1994 werd bij Tando op de Zuid-Koreaanse westkust, nabij de stad Hwaseong, een nauwe zeestraat afgesloten door middel van de aanleg van een dam. Daarbij werden rotsblokken gebruikt uit twee nabijgelegen steengroeven. In 2008 zag een ambtenaar dat een van de blokken een skelet van een ceratopiër toonde. Het fossiel werd geborgen door het Korea Institute of Geoscience and Mineral Resources, Vertebrate Paleontology te Daejeon en in 2011 benoemd en beschreven door Lee Yuong-Nam, Michael J. Ryan en Yoshitsugu Kobayashi. De geslachtsnaam is afgeleid van Korea en het Klassiek Griekse keras, "hoorn", en oops, "aangezicht", een gebruikelijk element in de namen van ceratopiërs. De soortaanduiding verwijst naar Hwaseong.
Het holotype, KIGAM VP 200801, is gevonden in de Tandolagen, die stammen uit het Albien; de ouderdom van het gesteente uit de groeve kon vrij precies, met een foutmarge van een half miljoen jaar, gedateerd worden op 103 miljoen jaar. Het bestaat uit de achterkant van een skelet met bijna de complete staart, twee zitbeenderen en de onderkant van beide onderbenen. Het zandsteenblok meet zestig bij tachtig bij tachtig centimeter en de botten lopen tot aan de breuken zodat aangenomen kan worden dat meer van het skelet in de groeve aanwezig was.
In 2022 werd de histologie van het holotype beschreven. Geconcludeerd werd dat het holotype acht jaar oud was op het moment van overlijden en dat de fossiele botten aangetast waren door bacteriën.

## Beschrijving

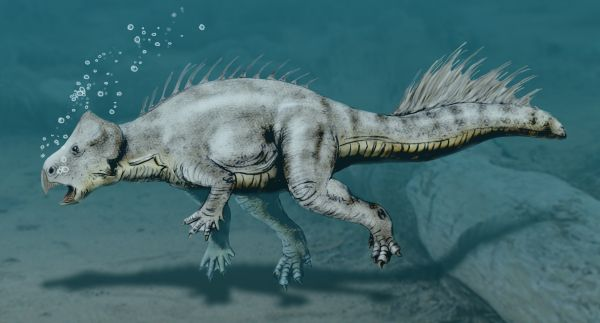
Volgens de beschrijvers had Koreaceratops een amfibische levenswijze waarbij de hoge kam op de staart als een peddel diende

Koreaceratops is een vrij klein dier met een lichaamslengte van ongeveer twee meter. Zesendertig staartwervels zijn bewaardgebleven, waaronder ook de zeven uiterste, tot een enkele staaf vergroeid, maar een hiaat van vier of vijf wervels scheidt deze van de rest van de wervelkolom zodat het totale aantal op veertig of eenenveertig moet hebben gelegen. De geschatte lengte van de staart is 813 millimeter. Het kan echter, gezien de vergroeiing van de botten, om een nog niet volgroeid exemplaar gaan.
Het lukte de beschrijvers drie onderscheidende eigenschappen vast te stellen: de doornuitsteeksels van de middelste staartwervels zijn zeer lang met ruim vijfmaal de lengte van de spinae van de voorste achterste staartwervels; het sprongbeen heeft aan de bovenkant een opvallende richel in de lengterichting, links en rechts waarvan zich een uitholling bevindt; het calcaneum is van voor naar achter gemeten anderhalfmaal zo lang als het sprongbeen.
De doornuitsteeksels van de voorste staartwervels nemen naar achteren eerst in hoogte toe van 52,4 tot 98,9 millimeter bij de tweeëntwintigste wervel, om daarna vrij abrupt in lengte af te nemen. Tot en met die wervel zijn ook onderaan de chevrons nog erg lang. De chevrons steken naar achteren en zijn staafvormig met een driehoekige doorsnede. De zitbeenderen zijn recht, 19,5 centimeter lang, en iets gezwollen aan het uiteinde. Het sprongbeen is 37,5 millimeter breed. Het derde middenvoetsbeen van de linkervoet is 107,8 millimeter lang. De voetklauwen zijn scherp en recht.

## Fylogenie
De beschrijvers voerden een exacte kladistische analyse uit met als uitkomst dat Koreaceratops zich basaal in de Neoceratopia bevindt, boven Archaeoceratops in de stamboom en onder een klade gevormd door Cerasinops en de tak van de meer afgeleide ceratopiërs. De eigenschap van de hoge doornuitsteeksels, die bij meer ceratopiërlijnen opduikt, zou daarom een geval geweest moeten zijn van parallelle evolutie, volgens de beschrijvers mogelijkerwijs te verklaren als een aanpassing aan een gedeeltelijk zwemmende levenswijze. De positie in de stamboom kan weergegeven worden door het volgende kladogram:
|  | Cerasinops    |
|  |               |
|  | Leptoceratops |
|  |               |

|  | Graciliceratops |
|  |                 |
|  | Coronosauria    |
|  |                 |

|  | Cerasinops    |
|  |               |
|  | Leptoceratops |
|  |               |

|  | Graciliceratops |
|  |                 |
|  | Coronosauria    |
|  |                 |

|  | Cerasinops    |
|  |               |
|  | Leptoceratops |
|  |               |

|  | Graciliceratops |
|  |                 |
|  | Coronosauria    |
|  |                 |

|  | Cerasinops    |
|  |               |
|  | Leptoceratops |
|  |               |

|  | Graciliceratops |
|  |                 |
|  | Coronosauria    |
|  |                 |

|  | Cerasinops    |
|  |               |
|  | Leptoceratops |
|  |               |

|  | Graciliceratops |
|  |                 |
|  | Coronosauria    |
|  |                 |

|  | Cerasinops    |
|  |               |
|  | Leptoceratops |
|  |               |

|  | Graciliceratops |
|  |                 |
|  | Coronosauria    |
|  |                 |

|  | Cerasinops    |
|  |               |
|  | Leptoceratops |
|  |               |

|  | Graciliceratops |
|  |                 |
|  | Coronosauria    |
|  |                 |

|  | Cerasinops    |
|  |               |
|  | Leptoceratops |
|  |               |

|  | Graciliceratops |
|  |                 |
|  | Coronosauria    |
|  |                 |

|  | Cerasinops    |
|  |               |
|  | Leptoceratops |
|  |               |

|  | Graciliceratops |
|  |                 |
|  | Coronosauria    |
|  |                 |

|  | Cerasinops    |
|  |               |
|  | Leptoceratops |
|  |               |

|  | Graciliceratops |
|  |                 |
|  | Coronosauria    |
|  |                 |

|  | Cerasinops    |
|  |               |
|  | Leptoceratops |
|  |               |

|  | Graciliceratops |
|  |                 |
|  | Coronosauria    |
|  |                 |

|  | Cerasinops    |
|  |               |
|  | Leptoceratops |
|  |               |

|  | Graciliceratops |
|  |                 |
|  | Coronosauria    |
|  |                 |

|  | Cerasinops    |
|  |               |
|  | Leptoceratops |
|  |               |

|  | Graciliceratops |
|  |                 |
|  | Coronosauria    |
|  |                 |

|  | Cerasinops    |
|  |               |
|  | Leptoceratops |
|  |               |

|  | Graciliceratops |
|  |                 |
|  | Coronosauria    |
|  |                 |

|  | Cerasinops    |
|  |               |
|  | Leptoceratops |
|  |               |

|  | Graciliceratops |
|  |                 |
|  | Coronosauria    |
|  |                 |

|  | Cerasinops    |
|  |               |
|  | Leptoceratops |
|  |               |

|  | Graciliceratops |
|  |                 |
|  | Coronosauria    |
|  |                 |

|  | Cerasinops    |
|  |               |
|  | Leptoceratops |
|  |               |

|  | Graciliceratops |
|  |                 |
|  | Coronosauria    |
|  |                 |

|  | Cerasinops    |
|  |               |
|  | Leptoceratops |
|  |               |

|  | Graciliceratops |
|  |                 |
|  | Coronosauria    |
|  |                 |

|  | Cerasinops    |
|  |               |
|  | Leptoceratops |
|  |               |

|  | Graciliceratops |
|  |                 |
|  | Coronosauria    |
|  |                 |

|  | Cerasinops    |
|  |               |
|  | Leptoceratops |
|  |               |

|  | Graciliceratops |
|  |                 |
|  | Coronosauria    |
|  |                 |

|  | Cerasinops    |
|  |               |
|  | Leptoceratops |
|  |               |

|  | Graciliceratops |
|  |                 |
|  | Coronosauria    |
|  |                 |

|  | Cerasinops    |
|  |               |
|  | Leptoceratops |
|  |               |

|  | Graciliceratops |
|  |                 |
|  | Coronosauria    |
|  |                 |

|  | Cerasinops    |
|  |               |
|  | Leptoceratops |
|  |               |

|  | Graciliceratops |
|  |                 |
|  | Coronosauria    |
|  |                 |

|  | Cerasinops    |
|  |               |
|  | Leptoceratops |
|  |               |

|  | Graciliceratops |
|  |                 |
|  | Coronosauria    |
|  |                 |

|  | Cerasinops    |
|  |               |
|  | Leptoceratops |
|  |               |

|  | Graciliceratops |
|  |                 |
|  | Coronosauria    |
|  |                 |

|  | Cerasinops    |
|  |               |
|  | Leptoceratops |
|  |               |

|  | Graciliceratops |
|  |                 |
|  | Coronosauria    |
|  |                 |

|  | Cerasinops    |
|  |               |
|  | Leptoceratops |
|  |               |

|  | Graciliceratops |
|  |                 |
|  | Coronosauria    |
|  |                 |

|  | Cerasinops    |
|  |               |
|  | Leptoceratops |
|  |               |

|  | Graciliceratops |
|  |                 |
|  | Coronosauria    |
|  |                 |

|  | Cerasinops    |
|  |               |
|  | Leptoceratops |
|  |               |

|  | Graciliceratops |
|  |                 |
|  | Coronosauria    |
|  |                 |

|  | Cerasinops    |
|  |               |
|  | Leptoceratops |
|  |               |

|  | Graciliceratops |
|  |                 |
|  | Coronosauria    |
|  |                 |

|  | Cerasinops    |
|  |               |
|  | Leptoceratops |
|  |               |

|  | Graciliceratops |
|  |                 |
|  | Coronosauria    |
|  |                 |

|  | Cerasinops    |
|  |               |
|  | Leptoceratops |
|  |               |

|  | Graciliceratops |
|  |                 |
|  | Coronosauria    |
|  |                 |

|  | Cerasinops    |
|  |               |
|  | Leptoceratops |
|  |               |

|  | Graciliceratops |
|  |                 |
|  | Coronosauria    |
|  |                 |

|  | Cerasinops    |
|  |               |
|  | Leptoceratops |
|  |               |

|  | Graciliceratops |
|  |                 |
|  | Coronosauria    |
|  |                 |

|  | Cerasinops    |
|  |               |
|  | Leptoceratops |
|  |               |

|  | Graciliceratops |
|  |                 |
|  | Coronosauria    |
|  |                 |

|  | Cerasinops    |
|  |               |
|  | Leptoceratops |
|  |               |

|  | Graciliceratops |
|  |                 |
|  | Coronosauria    |
|  |                 |

|  | Cerasinops    |
|  |               |
|  | Leptoceratops |
|  |               |

|  | Graciliceratops |
|  |                 |
|  | Coronosauria    |
|  |                 |

|  | Cerasinops    |
|  |               |
|  | Leptoceratops |
|  |               |

|  | Graciliceratops |
|  |                 |
|  | Coronosauria    |
|  |                 |

|  | Cerasinops    |
|  |               |
|  | Leptoceratops |
|  |               |

|  | Graciliceratops |
|  |                 |
|  | Coronosauria    |
|  |                 |

|  | Cerasinops    |
|  |               |
|  | Leptoceratops |
|  |               |

|  | Graciliceratops |
|  |                 |
|  | Coronosauria    |
|  |                 |

|  | Cerasinops    |
|  |               |
|  | Leptoceratops |
|  |               |

|  | Graciliceratops |
|  |                 |
|  | Coronosauria    |
|  |                 |

|  | Cerasinops    |
|  |               |
|  | Leptoceratops |
|  |               |

|  | Graciliceratops |
|  |                 |
|  | Coronosauria    |
|  |                 |

|  | Cerasinops    |
|  |               |
|  | Leptoceratops |
|  |               |

|  | Graciliceratops |
|  |                 |
|  | Coronosauria    |
|  |                 |

|  | Cerasinops    |
|  |               |
|  | Leptoceratops |
|  |               |

|  | Graciliceratops |
|  |                 |
|  | Coronosauria    |
|  |                 |

|  | Cerasinops    |
|  |               |
|  | Leptoceratops |
|  |               |

|  | Graciliceratops |
|  |                 |
|  | Coronosauria    |
|  |                 |

|  | Cerasinops    |
|  |               |
|  | Leptoceratops |
|  |               |

|  | Graciliceratops |
|  |                 |
|  | Coronosauria    |
|  |                 |

|  | Cerasinops    |
|  |               |
|  | Leptoceratops |
|  |               |

|  | Graciliceratops |
|  |                 |
|  | Coronosauria    |
|  |                 |

|  | Cerasinops    |
|  |               |
|  | Leptoceratops |
|  |               |

|  | Graciliceratops |
|  |                 |
|  | Coronosauria    |
|  |                 |

|  | Cerasinops    |
|  |               |
|  | Leptoceratops |
|  |               |

|  | Graciliceratops |
|  |                 |
|  | Coronosauria    |
|  |                 |

|  | Cerasinops    |
|  |               |
|  | Leptoceratops |
|  |               |

|  | Graciliceratops |
|  |                 |
|  | Coronosauria    |
|  |                 |

|  | Cerasinops    |
|  |               |
|  | Leptoceratops |
|  |               |

|  | Graciliceratops |
|  |                 |
|  | Coronosauria    |
|  |                 |

|  | Cerasinops    |
|  |               |
|  | Leptoceratops |
|  |               |

|  | Graciliceratops |
|  |                 |
|  | Coronosauria    |
|  |                 |

|  | Cerasinops    |
|  |               |
|  | Leptoceratops |
|  |               |

|  | Graciliceratops |
|  |                 |
|  | Coronosauria    |
|  |                 |

|  | Cerasinops    |
|  |               |
|  | Leptoceratops |
|  |               |

|  | Graciliceratops |
|  |                 |
|  | Coronosauria    |
|  |                 |

|  | Cerasinops    |
|  |               |
|  | Leptoceratops |
|  |               |

|  | Graciliceratops |
|  |                 |
|  | Coronosauria    |
|  |                 |

|  | Cerasinops    |
|  |               |
|  | Leptoceratops |
|  |               |

|  | Graciliceratops |
|  |                 |
|  | Coronosauria    |
|  |                 |

|  | Cerasinops    |
|  |               |
|  | Leptoceratops |
|  |               |

|  | Graciliceratops |
|  |                 |
|  | Coronosauria    |
|  |                 |

|  | Cerasinops    |
|  |               |
|  | Leptoceratops |
|  |               |

|  | Graciliceratops |
|  |                 |
|  | Coronosauria    |
|  |                 |

|  | Cerasinops    |
|  |               |
|  | Leptoceratops |
|  |               |

|  | Graciliceratops |
|  |                 |
|  | Coronosauria    |
|  |                 |

|  | Cerasinops    |
|  |               |
|  | Leptoceratops |
|  |               |

|  | Graciliceratops |
|  |                 |
|  | Coronosauria    |
|  |                 |

|  | Cerasinops    |
|  |               |
|  | Leptoceratops |
|  |               |

|  | Graciliceratops |
|  |                 |
|  | Coronosauria    |
|  |                 |

|  | Cerasinops    |
|  |               |
|  | Leptoceratops |
|  |               |

|  | Graciliceratops |
|  |                 |
|  | Coronosauria    |
|  |                 |

|  | Cerasinops    |
|  |               |
|  | Leptoceratops |
|  |               |

|  | Graciliceratops |
|  |                 |
|  | Coronosauria    |
|  |                 |

|  | Cerasinops    |
|  |               |
|  | Leptoceratops |
|  |               |

|  | Graciliceratops |
|  |                 |
|  | Coronosauria    |
|  |                 |

|  | Cerasinops    |
|  |               |
|  | Leptoceratops |
|  |               |

|  | Graciliceratops |
|  |                 |
|  | Coronosauria    |
|  |                 |

|  | Cerasinops    |
|  |               |
|  | Leptoceratops |
|  |               |

|  | Graciliceratops |
|  |                 |
|  | Coronosauria    |
|  |                 |

|  | Cerasinops    |
|  |               |
|  | Leptoceratops |
|  |               |

|  | Graciliceratops |
|  |                 |
|  | Coronosauria    |
|  |                 |

|  | Cerasinops    |
|  |               |
|  | Leptoceratops |
|  |               |

|  | Graciliceratops |
|  |                 |
|  | Coronosauria    |
|  |                 |

|  | Cerasinops    |
|  |               |
|  | Leptoceratops |
|  |               |

|  | Graciliceratops |
|  |                 |
|  | Coronosauria    |
|  |                 |

|  | Cerasinops    |
|  |               |
|  | Leptoceratops |
|  |               |

|  | Graciliceratops |
|  |                 |
|  | Coronosauria    |
|  |                 |

|  | Cerasinops    |
|  |               |
|  | Leptoceratops |
|  |               |

|  | Graciliceratops |
|  |                 |
|  | Coronosauria    |
|  |                 |

|  | Cerasinops    |
|  |               |
|  | Leptoceratops |
|  |               |

|  | Graciliceratops |
|  |                 |
|  | Coronosauria    |
|  |                 |

|  | Cerasinops    |
|  |               |
|  | Leptoceratops |
|  |               |

|  | Graciliceratops |
|  |                 |
|  | Coronosauria    |
|  |                 |

|  | Cerasinops    |
|  |               |
|  | Leptoceratops |
|  |               |

|  | Graciliceratops |
|  |                 |
|  | Coronosauria    |
|  |                 |

|  | Cerasinops    |
|  |               |
|  | Leptoceratops |
|  |               |

|  | Graciliceratops |
|  |                 |
|  | Coronosauria    |
|  |                 |

|  | Cerasinops    |
|  |               |
|  | Leptoceratops |
|  |               |

|  | Graciliceratops |
|  |                 |
|  | Coronosauria    |
|  |                 |

|  | Cerasinops    |
|  |               |
|  | Leptoceratops |
|  |               |

|  | Graciliceratops |
|  |                 |
|  | Coronosauria    |
|  |                 |

|  | Cerasinops    |
|  |               |
|  | Leptoceratops |
|  |               |

|  | Graciliceratops |
|  |                 |
|  | Coronosauria    |
|  |                 |

|  | Cerasinops    |
|  |               |
|  | Leptoceratops |
|  |               |

|  | Graciliceratops |
|  |                 |
|  | Coronosauria    |
|  |                 |

|  | Cerasinops    |
|  |               |
|  | Leptoceratops |
|  |               |

|  | Graciliceratops |
|  |                 |
|  | Coronosauria    |
|  |                 |

|  | Cerasinops    |
|  |               |
|  | Leptoceratops |
|  |               |

|  | Graciliceratops |
|  |                 |
|  | Coronosauria    |
|  |                 |

|  | Cerasinops    |
|  |               |
|  | Leptoceratops |
|  |               |

|  | Graciliceratops |
|  |                 |
|  | Coronosauria    |
|  |                 |

|  | Cerasinops    |
|  |               |
|  | Leptoceratops |
|  |               |

|  | Graciliceratops |
|  |                 |
|  | Coronosauria    |
|  |                 |

|  | Cerasinops    |
|  |               |
|  | Leptoceratops |
|  |               |

|  | Graciliceratops |
|  |                 |
|  | Coronosauria    |
|  |                 |

|  | Cerasinops    |
|  |               |
|  | Leptoceratops |
|  |               |

|  | Graciliceratops |
|  |                 |
|  | Coronosauria    |
|  |                 |

|  | Cerasinops    |
|  |               |
|  | Leptoceratops |
|  |               |

|  | Graciliceratops |
|  |                 |
|  | Coronosauria    |
|  |                 |

|  | Cerasinops    |
|  |               |
|  | Leptoceratops |
|  |               |

|  | Graciliceratops |
|  |                 |
|  | Coronosauria    |
|  |                 |

|  | Cerasinops    |
|  |               |
|  | Leptoceratops |
|  |               |

|  | Graciliceratops |
|  |                 |
|  | Coronosauria    |
|  |                 |

|  | Cerasinops    |
|  |               |
|  | Leptoceratops |
|  |               |

|  | Graciliceratops |
|  |                 |
|  | Coronosauria    |
|  |                 |

|  | Cerasinops    |
|  |               |
|  | Leptoceratops |
|  |               |

|  | Graciliceratops |
|  |                 |
|  | Coronosauria    |
|  |                 |

|  | Cerasinops    |
|  |               |
|  | Leptoceratops |
|  |               |

|  | Graciliceratops |
|  |                 |
|  | Coronosauria    |
|  |                 |

|  | Cerasinops    |
|  |               |
|  | Leptoceratops |
|  |               |

|  | Graciliceratops |
|  |                 |
|  | Coronosauria    |
|  |                 |

|  | Cerasinops    |
|  |               |
|  | Leptoceratops |
|  |               |

|  | Graciliceratops |
|  |                 |
|  | Coronosauria    |
|  |                 |

|  | Cerasinops    |
|  |               |
|  | Leptoceratops |
|  |               |

|  | Graciliceratops |
|  |                 |
|  | Coronosauria    |
|  |                 |

|  | Cerasinops    |
|  |               |
|  | Leptoceratops |
|  |               |

|  | Graciliceratops |
|  |                 |
|  | Coronosauria    |
|  |                 |

|  | Cerasinops    |
|  |               |
|  | Leptoceratops |
|  |               |

|  | Graciliceratops |
|  |                 |
|  | Coronosauria    |
|  |                 |

|  | Cerasinops    |
|  |               |
|  | Leptoceratops |
|  |               |

|  | Graciliceratops |
|  |                 |
|  | Coronosauria    |
|  |                 |

|  | Cerasinops    |
|  |               |
|  | Leptoceratops |
|  |               |

|  | Graciliceratops |
|  |                 |
|  | Coronosauria    |
|  |                 |

|  | Cerasinops    |
|  |               |
|  | Leptoceratops |
|  |               |

|  | Graciliceratops |
|  |                 |
|  | Coronosauria    |
|  |                 |

|  | Cerasinops    |
|  |               |
|  | Leptoceratops |
|  |               |

|  | Graciliceratops |
|  |                 |
|  | Coronosauria    |
|  |                 |

|  | Cerasinops    |
|  |               |
|  | Leptoceratops |
|  |               |

|  | Graciliceratops |
|  |                 |
|  | Coronosauria    |
|  |                 |

|  | Cerasinops    |
|  |               |
|  | Leptoceratops |
|  |               |

|  | Graciliceratops |
|  |                 |
|  | Coronosauria    |
|  |                 |

|  | Cerasinops    |
|  |               |
|  | Leptoceratops |
|  |               |

|  | Graciliceratops |
|  |                 |
|  | Coronosauria    |
|  |                 |

|  | Cerasinops    |
|  |               |
|  | Leptoceratops |
|  |               |

|  | Graciliceratops |
|  |                 |
|  | Coronosauria    |
|  |                 |

|  | Cerasinops    |
|  |               |
|  | Leptoceratops |
|  |               |

|  | Graciliceratops |
|  |                 |
|  | Coronosauria    |
|  |                 |

|  | Cerasinops    |
|  |               |
|  | Leptoceratops |
|  |               |

|  | Graciliceratops |
|  |                 |
|  | Coronosauria    |
|  |                 |

|  | Cerasinops    |
|  |               |
|  | Leptoceratops |
|  |               |

|  | Graciliceratops |
|  |                 |
|  | Coronosauria    |
|  |                 |

|  | Cerasinops    |
|  |               |
|  | Leptoceratops |
|  |               |

|  | Graciliceratops |
|  |                 |
|  | Coronosauria    |
|  |                 |

|  | Cerasinops    |
|  |               |
|  | Leptoceratops |
|  |               |

|  | Graciliceratops |
|  |                 |
|  | Coronosauria    |
|  |                 |

|  | Cerasinops    |
|  |               |
|  | Leptoceratops |
|  |               |

|  | Graciliceratops |
|  |                 |
|  | Coronosauria    |
|  |                 |

|  | Cerasinops    |
|  |               |
|  | Leptoceratops |
|  |               |

|  | Graciliceratops |
|  |                 |
|  | Coronosauria    |
|  |                 |

|  | Cerasinops    |
|  |               |
|  | Leptoceratops |
|  |               |

|  | Graciliceratops |
|  |                 |
|  | Coronosauria    |
|  |                 |

|  | Cerasinops    |
|  |               |
|  | Leptoceratops |
|  |               |

|  | Graciliceratops |
|  |                 |
|  | Coronosauria    |
|  |                 |

|  | Cerasinops    |
|  |               |
|  | Leptoceratops |
|  |               |

|  | Graciliceratops |
|  |                 |
|  | Coronosauria    |
|  |                 |

|  | Cerasinops    |
|  |               |
|  | Leptoceratops |
|  |               |

|  | Graciliceratops |
|  |                 |
|  | Coronosauria    |
|  |                 |

|  | Cerasinops    |
|  |               |
|  | Leptoceratops |
|  |               |

|  | Graciliceratops |
|  |                 |
|  | Coronosauria    |
|  |                 |

|  | Cerasinops    |
|  |               |
|  | Leptoceratops |
|  |               |

|  | Graciliceratops |
|  |                 |
|  | Coronosauria    |
|  |                 |

|  | Cerasinops    |
|  |               |
|  | Leptoceratops |
|  |               |

|  | Graciliceratops |
|  |                 |
|  | Coronosauria    |
|  |                 |

|  | Cerasinops    |
|  |               |
|  | Leptoceratops |
|  |               |

|  | Graciliceratops |
|  |                 |
|  | Coronosauria    |
|  |                 |

|  | Cerasinops    |
|  |               |
|  | Leptoceratops |
|  |               |

|  | Graciliceratops |
|  |                 |
|  | Coronosauria    |
|  |                 |

|  | Cerasinops    |
|  |               |
|  | Leptoceratops |
|  |               |

|  | Graciliceratops |
|  |                 |
|  | Coronosauria    |
|  |                 |

|  | Cerasinops    |
|  |               |
|  | Leptoceratops |
|  |               |

|  | Graciliceratops |
|  |                 |
|  | Coronosauria    |
|  |                 |

|  | Cerasinops    |
|  |               |
|  | Leptoceratops |
|  |               |

|  | Graciliceratops |
|  |                 |
|  | Coronosauria    |
|  |                 |

|  | Cerasinops    |
|  |               |
|  | Leptoceratops |
|  |               |

|  | Graciliceratops |
|  |                 |
|  | Coronosauria    |
|  |                 |

|  | Cerasinops    |
|  |               |
|  | Leptoceratops |
|  |               |

|  | Graciliceratops |
|  |                 |
|  | Coronosauria    |
|  |                 |

|  | Cerasinops    |
|  |               |
|  | Leptoceratops |
|  |               |

|  | Graciliceratops |
|  |                 |
|  | Coronosauria    |
|  |                 |

|  | Cerasinops    |
|  |               |
|  | Leptoceratops |
|  |               |

|  | Graciliceratops |
|  |                 |
|  | Coronosauria    |
|  |                 |

|  | Cerasinops    |
|  |               |
|  | Leptoceratops |
|  |               |

|  | Graciliceratops |
|  |                 |
|  | Coronosauria    |
|  |                 |